# Henri Deglane

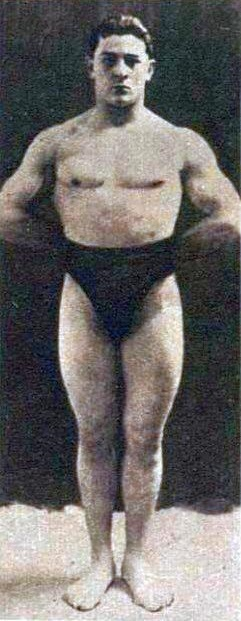
Henri Deglane, campeão olímpico de luta greco-romana peso pesado em 1924.

Henri Deglane (Limoges, Haute-Vienne, 22 de junho de 1902 — Chamalières, Puy-de-Dôme, 7 de julho de 1975) foi um lutador de luta greco-romana francês.

## Carreira
Foi vencedor da medalha de ouro na categoria de mais de 82,5 kg em Paris 1924.